# ایهور ملنیک (بازیکن فوتبال، زاده ۱۹۸۶)
ایهور ملنیک (اوکراینی: Ігор Васильович Мельник؛ زادهٔ ۲۱ اوت ۱۹۸۶) بازیکن فوتبال اهل اوکراین است.
از باشگاه‌هایی که در آن بازی کرده‌است می‌توان به باشگاه فوتبال کارپاتی لویو اشاره کرد.